# 風立ちぬ (松田聖子の曲)
「風立ちぬ」（かぜたちぬ）は、1981年10月7日にCBS・ソニーからリリースされた松田聖子の7枚目のシングル。規格品番：07SH 1067（レコード）。2004年に紙ジャケット仕様の完全生産限定盤12cmCDとして再びリリースされている。

## 概要
同タイトルのアルバム『風立ちぬ』からの先行シングルで、大瀧詠一作曲による唯一のシングル曲である。編曲の多羅尾伴内は大瀧の変名。当時、同年リリースのアルバム『A LONG VACATION』がヒット中であった大瀧の起用は、かつて同じグループ ″はっぴいえんど″ のメンバーであった松本隆の発案によるものである。メロディーはジミー・クラントンの楽曲「ヴィーナス・イン・ブルー・ジーンズ」が元になっている。本作は大瀧が作曲家として初めてチャート一位を記録した作品であり、その後一位を取った作品は薬師丸ひろ子の「探偵物語」のみである。
A面曲「風立ちぬ」は松田自身が出演したグリコ″ポッキー″、B面曲「Romance」は資生堂（現・ファイントゥデイ）″エクボ 洗顔フォーム・ミルキィクリーム″ のそれぞれCMソングとして使用された。

## 背景
A面曲「風立ちぬ」はCBS・ソニーのプロデューサー、若松宗雄が大好きだったと語る堀辰雄の小説『風立ちぬ』を題材として企画された曲で、松本によれば、中学の修学旅行の時に見かけた軽井沢にある万平ホテルの風の抜けるカフェテラスをイメージして歌詞を書いたという。繊細な陰のある作品を目指したが、意図に反して大瀧によって完成した曲は「ものすごいゴージャスな大作」になったという。セールス面についてもヒットはしたものの若松が期待したほどではなかった。書き上げられた譜に手直しを要求することも多い若松であったが、大瀧は自分の音楽を貫くこだわりの強い人で、妥協はしなかったという。「聖子の娯楽性に、松本さんの文学的な才能と大瀧さんの音楽性が加り、間違いなく松田聖子のアーティスト性がぐっと広がったエポックな作品で、大瀧さんには今もとても感謝しています」と後に語っている。
本作のヒットにより、大瀧が編曲者の名義として“多羅尾伴内”の名前を無断で使っているのを初めて知った原作者の比佐芳武の親族が、名前の使用を止めるよう大瀧に求めた。以降、大瀧の編曲者名義は金延幸子の「時にまかせて」のシングルバージョンを編曲した際に用いた「CHELSEA」（当初はひらがなの″ちぇるしぃ″）を使用する事になった。大瀧はこの件を通じ、松田の人気ぶりの凄さを感じたと言う。
『大瀧詠一 Song Book I 大瀧詠一 作品集　Vol.1（1980-1998）』の大瀧本人の解説によるライナーノーツでは、「(松田が)『いい曲だが、自分には向いていない』と言った為、なかなかボーカルダビングが行われませんでした。取り敢えずCMだけでも、という事でCMバージョンの録音がされましたが、たぶん1回か2回しか歌わなかったと思いますが、嬉しそうにスタジオを出てきて『歌えました！』と言っていた笑顔が印象的でした」と回顧している。その後のシングルバージョンの録音では6テイク録ったが、全て見事に歌い切ったと綴られている。また、このレコーディングの際、大瀧は遊び心で松田の歌唱と自身の歌唱を繋いで編集したデュエットバージョンを制作した。この音源は永らく発表されることなく秘蔵音源として保管されていたが、大瀧の没後10年となる2023年10月25日、松田のベストアルバム『Bible -milky blue-』に『風立ちぬ（duet version）』として収録された。
大瀧は、自身のコンサートにて「今日歌ったらもう一生、二度と歌う事はない」というMCを添えてセルフカバーしている。公に歌われたのはこの1回限りでありスタジオ録音もされていないため（1981年に松田のレコーディングの際に歌ったものを除く）、ファンの期待に反して音源化はなかなか実現されなかった。しかし、大瀧自身がこの時のライブ音源をマスターテープ化して保管していたことが死後に明らかとなり、2016年のセルフカバーアルバム『DEBUT AGAIN』にて初収録された。すでに動画サイト等で当時のライブ音源が出回っていたが、途中が欠損していたり後日FMにて放送された実況が混ざったものであったりしたため、完全な状態での現存は知られていなかった。

## 収録曲
全作詞：松本隆
1. 風立ちぬ（4分35秒）
作曲：大瀧詠一／編曲：多羅尾伴内／ストリングスアレンジ：井上鑑
  - グリコ ″ポッキー″ CMソング。
2. Romance（3分27秒）
作曲：平井夏美／編曲：船山基紀
  - 資生堂 ″エクボ洗顔フォーム・ミルキィクリーム″ CMソング。
  - 後に「瑠璃色の地球」を作曲することになる平井夏美が松田に初めて提供した曲。当時の歌番組でよく披露されていた。フジテレビ『夜のヒットスタジオ』ではスポンサーの関係から、リリース後の最初の出演はこの曲が披露された。暮れの放送では収録前日に聖子ちゃんカットをバッサリ切って登場し、ショートカット姿で披露した初めての曲となった。間奏やメロディーの一部はペトゥラ・クラークの「マイ・ラヴ」から引用している。

## 関連作品
- 風立ちぬ　
  - 風立ちぬ
  - Seiko・index
  - Seiko・plaza
  - Seiko Box
  - Seiko Monument
  - Bible
  - Complete Bible
  - Seiko Matsuda 1980-1995
  - SEIKO SUITE
  - Premium Diamond Bible
  - Diamond Bible
  - SEIKO STORY〜80's HITS COLLECTION〜
  - Seiko Matsuda Hit Collection Vol.1
  - We Love SEIKO -35th Anniversary 松田聖子究極オールタイムベスト50Songs-
  - Seiko Matsuda Sweet Days
  - NIAGARA CM SPECIAL（CMバージョン）
  - Bible -milky blue-
- Romance　
  - 金色のリボン
  - Touch Me, Seiko
  - Complete Bible
  - Seiko Matsuda Sweet Days
  - Seiko Matsuda 40th Anniversary Bible -blooming pink-

## カバー
風立ちぬ
- ロニー・スペクター《Ronnie Spector》（1992年、大瀧のトリビュート・アルバム『CANARY ISLANDS〜大滝詠一作品集〜』に「NEVER ENDING WIND」のタイトルで収録。英語によるカバー）
- あがた森魚（2001年、アルバム『佐藤敬子先生はザンコクな人ですけど』収録）
- 徳永英明（2015年、カバーアルバム『VOCALIST 6』収録）
- 水瀬伊織（CV:釘宮理恵）(2015年、アルバム『THE IDOLM@STER MASTER ARTIST 3 05 水瀬伊織』収録)
- 真心ブラザーズ（2015年、カバーアルバム『PACK TO THE FUTURE』収録）
- 稲垣潤一・島田歌穂（2015年、稲垣潤一デュエットカバーアルバム『男と女5』収録）
- 大滝詠一 （セルフカバーアルバム『DEBUT AGAIN』（2016年3月21日発売）収録）
- 内田真礼（2020年、カバーアルバム『VOICE〜声優たちが歌う松田聖子ソング〜 Female Edition』収録）

### その他
- 2016年、サントリー″伊右衛門″のCM″秋の歌編″にて、出演者の本木雅弘と宮沢りえが本曲を口ずさんでいる。